# Station Nykøbing Sjælland
Station Nykøbing Sjælland is een station in Nykøbing Sjælland, Denemarken.
Het station is geopend in 1899 en vormt het eindpunt van de Spoorlijn Holbæk - Nykøbing Sjælland.